# Абхирама Тхакур
Абхира́ма Тхаку́р (IAST: Abhirāma Ṭhākura) — кришнаитский святой, один из «двенадцати пастушков». Жил в Бенгалии в конце XV — первой половине XVI века. Был одним из самых деятельных проповедников среди спутников Нитьянанды. В настроении мальчика-пастушка, Абхирама носил хлыст, называвшийся Джая Мангала. Кого бы он ни ударял этим хлыстом, тот наполнялся любовью к Кришне. Если Абхирама предлагал поклоны любому камню кроме священного шалаграма, тот рассыпался на куски. Абхирама использовал свой дом для проповеди и служения вайшнавским паломникам. Описывается, что его дом был постоянно наполнен киртанами и беседами о Кришне.